# Milanković-Zyklen

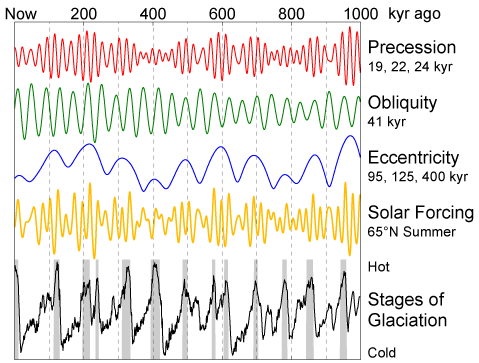
Diagramm der Milanković-Zyklen, berechnet für die letzte Jahrmillion, mit den Zyklen der Präzession (Precession) und der Neigung der Erdachse (Obliquity) sowie der Exzentrizität der Erdbahn (Excentricity). Zudem verzeichnet sind die daraus berechneten Schwankungen der Intensität der Solarstrahlung (Solar Forcing) auf 65°N im Sommer sowie der aus geologischen Klima-Proxys ermittelte Wechsel der Kalt- und Warmzeiten im jüngeren Pleistozän (Stages of Glaciation).

Bei den Milanković-Zyklen (nach dem serbischen Mathematiker Milutin Milanković, 1879–1958) handelt es sich um langperiodische Veränderungen der globalen Verteilung der auf der Erde eintreffenden Sonnenstrahlung über die jährliche Schwankungsbreite hinaus. Die Erdbahn um die Sonne, die Präzession der Erdrotationsachse sowie die Neigung der Erdachse und damit die wechselnden Einfallswinkel der Sonneneinstrahlung auf der Nord- und Südhemisphäre unterliegen verschiedenen Orbitalzeitskalen mit einer Dauer von 25.800 bis etwa 100.000 beziehungsweise 405.000 Jahren. Sie erklären teilweise die natürlichen Klimaveränderungen vor allem während des Quartärs und sind daher für die Klimatologie und Paläoklimatologie von großer Bedeutung. Die Grundidee von Milanković bestand darin, dass die astronomisch bedingte Variabilität der nordhemisphärischen Sonneneinstrahlung das Wachstum und Abschmelzen großer Eisschilde in hohem Maße mitbestimmte und damit – unter Mitwirkung der Eis-Albedo-Rückkopplung – eine Steuerfunktion für den Beginn und das Ende der verschiedenen Kaltzeitphasen ausübte. Somit entstand mit der Milanković-Theorie erstmals ein allgemein akzeptiertes Erklärungsmodell für die Ursache der pleistozänen Vereisungsprozesse.
In der paläoklimatologischen Forschung werden die Milanković-Zyklen vielfach für Klimarekonstruktionen des Känozoikums herangezogen, wobei sie zum Beispiel vor 33,9 Millionen Jahren einen nachhaltigen Einfluss auf die Entstehung des antarktischen Eisschilds und den damit verbundenen Beginn des känozoischen Eiszeitalters ausübten. Auch während der quartären Kaltzeitphasen spiegelt sich ihr zyklischer Wechsel auf die synchron verlaufende Fluktuation der südpolaren Eisbedeckung deutlich wider. In letzter Zeit werden die Zyklen verstärkt zur Analyse markanter Klimawechsel des Erdmittelalters (Mesozoikum) und des Erdaltertums (Paläozoikum) eingesetzt, auch unter Berücksichtigung ihrer Entwicklung in der ferneren Zukunft. Ihr Schwerpunkt liegt jedoch nach wie vor in der Erforschung der jüngeren Erdgeschichte, insbesondere des Quartärs.

## Geschichte

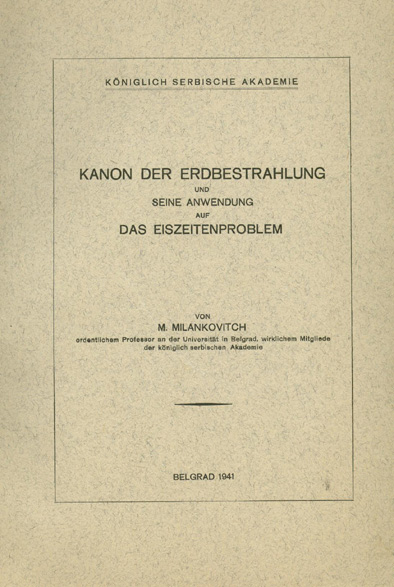
Frontdeckel der Monographie Kanon der Erdbestrahlung und seine Anwendung auf das Eiszeitenproblem (Milanković, 1941)

James Croll (Fotografie)

Die von Milanković entwickelte Theorie basierte auf Vorarbeiten von James Croll (1821–1890), einem britischen Autodidakten, der Mitte des 19. Jahrhunderts den Gravitationseinfluss von anderen Planeten des Sonnensystems auf die Erdbahnparameter einschließlich des damit verknüpften Eiszeitproblems untersuchte und seine Schlussfolgerungen 1864 im Philosophical Magazine veröffentlichte. Crolls Ideen waren ihrer Zeit jedoch um Jahrzehnte voraus. Erst die Arbeiten von Milanković schufen die Voraussetzung, dass über die mögliche kausale Beziehung zwischen den Kaltzeitzyklen der Vergangenheit und dem Erdorbit auf breiter wissenschaftlicher Grundlage diskutiert wurde.
Milanković erweiterte nicht nur Crolls Berechnungen, sondern ergänzte seine Theorie um eine wesentliche Komponente: nämlich um die spezielle Konstellation, wenn eine Hemisphäre so wenig Sonneneinstrahlung aufweist, dass selbst im Sommer eine Ausaperung der Schneedecke nur zum Teil oder gar nicht erfolgt. Auf dieser Erkenntnis baute er seine Berechnungen in der Folge weiter aus.
Milanković war eigentlich ein auf Betonverarbeitung spezialisierter Ingenieur, der diesbezüglich einige Patente eingereicht hatte. Nach seiner Berufung an die Belgrader Universität im Jahr 1909 wandte er sich mathematischen Fragen von Meteorologie, sphärischer Astronomie, Himmelsmechanik und theoretischer Physik zu. Dies wurde ihm nach der Übersiedlung von Wien in das „provinzielle“  Belgrad dadurch erleichtert, dass er nun an einer Hochschule lehrte, die eine nichtspezialisierte holistische Tradition besaß. Er erkannte hier, dass vor ihm noch keine allgemeingültige Erklärung des Eiszeitproblems versucht worden war:

„Der Grund dafür liegt darin, daß man zum Grund des Problems vordringen mußte, eine Reihe von ziemlich komplizierten Komponentproblemen in unterschiedlichen Wissenschaftszweigen lösen, die scharf voneinander getrennt sind. ... Daher wurde diese Frage noch nicht beantwortet, sie lag innerhalb des Dreiecks sphärischer Astronomie, Himmelsmechanik und theoretischer Physik. Der Universitätslehrstuhl ermöglichte mir, diese drei Wissenschaften, die andere Universitäten separieren, zu vereinen. Daher war es mir möglich, das kosmische Problem und seine Bedeutung zu erkennen und mit dessen Lösung zu beginnen.“

Während seiner präventiven Inhaftierung in Österreich-Ungarn im Ersten Weltkrieg widmete sich Milanković zuerst in Osijek und dann nach seiner Verlegung nach Budapest astronomischen Fragestellungen. In Budapest erhielt er Zugang zu den Bibliotheken der Ungarischen Akademie der Wissenschaften und des Ungarischen Instituts für Meteorologie. Hier vertiefte er sich weiter in die Thematik des Klimas und der Eiszeiten. Wie bereits andere vor ihm erkannten, hat die Albedo von Schneeflächen einen großen Einfluss auf die Reflexion von Sonnenlicht, was dazu beiträgt, die Eis-Albedo-Rückkopplung zu verstärken. Unter diesen Gegebenheiten konnte ein Schneefeld im Laufe von Jahrhunderten zu einem kontinentalen Eisfeld anwachsen. Vom deutschen Klimatologen Wladimir Köppen ermuntert, untersuchte Milanković die an glazialen Ablagerungen reichen Regionen zwischen dem 55. und 65. Grad nördlicher Breite, da hier die Ränder der ehemaligen kontinentalen Eisschilde lagen.
Als am 25. September 1925 Alfred Wegener, der Schwiegersohn Köppens, einen paläoklimatologischen Vortrag während des Kongresses der Deutschen Naturalisten und Physiker in Innsbruck abhalten wollte, reiste Milanković ebenfalls an. Das 1924 von Köppen und Wegener abgeschlossene Werk „Klimate der geologischen Vorzeit“ wurde dort erstmals öffentlich präsentiert. Wegener hatte einen Artikel mit der Vorstellung von Milankovićs Methode und Kalkulation der Sonneneinstrahlung abgefasst. Nachdem Köppen und Wegener in ihrem Buch der Theorie von Milanković ein Kapitel eingeräumt hatten, wurde er in Forscherkreisen schlagartig bekannt.
Milanković berechnete für die klimasensiblen subpolaren und borealen Zonen verschiedene Sonnenwinkel, insbesondere für die Sommermonate. Köppen verglich diese Berechnungen mit der Chronologie der vergangenen Kaltzeitphasen und fand gute Übereinstimmungen.
Barthel Eberl, der 1930 eine Arbeit zu den nordalpinen Gletscherständen publiziert hatte (u. a. Donau-Kaltzeit, identisch mit der norddeutsch-holländischen Eburon-Kaltzeit), kam zu dem überraschenden Ergebnis, dass seine Periodisierung mit den Orbitalzeitskalen von Milutin Milanković korrelierte. Damit ergab sich in Übereinstimmung mit theoretischen Erwägungen und praktischen Feldstudien ein erstes Indiz für die auf periodischen Schwankungen der Erdbahnparameter beruhenden Eiszeithypothese von Milanković. 
In den 1940er Jahren wurden Milankovićs Annahmen von einer Reihe Wissenschaftler akzeptiert und auch in mehreren Klimalehrbüchern als Erklärung für die Periodizität der Eiszeiten veröffentlicht. Unterstützung erhielt die Theorie durch Warvenanalysen von Mooren und fossilen Seen sowie von Tonbohrkernen aus rezenten Gewässern, die den 21-ky-Zyklus der Erdachsen-Präzession bestätigten. Dennoch lehnten die meisten Geowissenschaftler die Existenz eines kosmischen „Taktgebers“ für irdische Klimaschwankungen weiterhin ab. Sie begründeten ihre Ansicht mit den Sequenzen der Endmoränen in zahlreichen Weltregionen sowie mit dem synchronen Auftreten von Vereisungen auf der Süd- und Nordhemisphäre. Im Gegensatz dazu postulierte Milanković eine Abnahme der Sonneneinstrahlung auf der Nordhalbkugel bei gleichzeitiger Zunahme auf der Südhalbkugel und umgekehrt. Zudem wurde bezweifelt, dass relativ geringe Änderungen der Insolation in der Lage sein könnten, so große Wirkungen zu entfalten.
Milanković verfasste die finale Synthese seiner Theorie in Kanon der Erdbestrahlung und seine Anwendung auf das Eiszeitenproblem auf Deutsch. In seinem Werk beschrieb er die variable Sonneneinstrahlung und die Entstehung der Kaltzeiten über einen Zeitraum vom Mittleren Pleistozän bis zur Gegenwart (etwa eine Million Jahre). Das Manuskript überreichte er am 2. April 1941 in Belgrad der Druckerei. Nach dem deutschen Überfall auf Jugoslawien am 6. April 1941 wurde die Druckerei zerstört und ein Großteil der Manuskripte bis auf ein vollständig erhaltenes Exemplar vernichtet. Es war der Reputation Milankovićs zu verdanken, dass zwei Wehrmachtssoldaten, die am 15. Mai 1941 Zugang zu seinem Haus erbaten, ihm Grüße von deren Professor der Geologie Wolfgang Soergel in Freiburg übermitteln wollten, einem Befürworter von Milankovićs Thesen. Milanković übergab das unversehrte Buchmanuskript den Soldaten zur Weiterleitung an Soergel. Die Rezeption der Milanković-Zyklen fand mit dem positiven Vorwort des Geographen Carl Troll Anfang 1944 in der Deutschen Meteorologischen Zeitschrift ihren ersten Ausdruck. Im Septemberheft 1944 der Geologischen Rundschau schrieb Walter Wundt eine detaillierte, auch für Nichtmathematiker verständliche Abhandlung zur Theorie Milankovićs. Wilhelm Meinardus unterstützte in derselben Ausgabe der Geologischen Rundschau nachdrücklich Milankovićs Annahme einer variierenden Sonneneinstrahlung. Meinardus war der erste Quartärgeomorphologe und Geograph, der engagiert für Milankovićs Ideen eintrat. Da die Gruppe der Geographen bis dato die schärfsten Kritiker seiner Theorie bildete, war es ein gewisser Fortschritt, dass nun eine breite Diskussion über die Mechanismen zur Entstehung der Eiszeiten einsetzte.
Dennoch blieb Milanković bis zum Ende seines Lebens die allgemeine Anerkennung seiner Theorie versagt. Einige bedeutende Geologen wie Albrecht Penck und Richard Foster Flint waren von den Ideen Milankovićs irritiert, wobei sich Penck als einer der Hauptopponenten erwies und seine Meinung erst 1938 änderte. Auch Jovan Cvijić, Rektor der Belgrader Universität und Pencks Wiener Schüler, verstand nicht den Hintergrund von Milankovićs zeitraubenden Berechnungen. Flint blieb ebenfalls über Jahrzehnte bei seiner Ablehnung. Er unterbrach als Vorsitzender Milanković während des 4. INQUA-Kongresses in Rom 1953, wo dessen Vortrag lautstark durch Zwischenrufe gestört wurde. Milanković kehrte dadurch sichtlich enttäuscht vom Kongress zurück und erlebte nicht mehr, wie seine Theorie ab Mitte der 1970er Jahre eine zunehmend breitere Rezeption in der Paläoklimatologie erfuhr.
Der endgültige Durchbruch erfolgte mit der Entwicklung und Anwendung der marinen Sauerstoff-Isotopen-Stratigraphie. Nachdem Eberl schon 1930 eine Übereinstimmung der Periodisierung geologischer Daten und der Milanković-Orbitalzeitskala für die Glazialstände am Nordrand der Alpen bemerkt hatte, konnte Cesare Emiliani 1950 die globale Auswirkung der Erdbahnschwankungen anhand einer 18O/16O-Isotopenanalyse an schnell wachsenden Korallen der Karibik bestätigen. Dies ebnete den Weg, geologische Befunde für langfristige globale Klimaschwankungen in die Milanković-Orbitalzeitskalen einzuordnen und zu datieren. Milanković selbst hatte von der Arbeit Emilianis keine Notiz mehr genommen.
James D. Hays, Nicholas Shackleton und John Imbrie konnten in einem grundlegenden Science-Artikel 1976 (der sogenannten „Pacemaker“-Studie) nachweisen, dass das Verhältnis der stabilen Sauerstoffisotope 16O und 18O im Meerwasser abhängig ist von der Zu- oder Abnahme der großen Eisschilde und dass diese Schwankungen mit den Milanković-Zyklen der letzten 500.000 Jahre korrespondieren. Damit wandelte sich der hypothetische Charakter der Orbitaltheorie zur belegten Aussage, dass Veränderungen der Erdbahnparameter für das Auftreten der pleistozänen Glazialzyklen verantwortlich sind. Die Orbitaltheorie hatte damit einen ersten geologischen „Nachweistest“ bestanden. Dies führte auch zu einer veränderten Schwerpunktsetzung in der Forschung: Bildeten anfangs geologische Befunde die Richtschnur für die Darstellung klimatischer Periodizitäten der geologischen Vergangenheit, entwickelte sich nun das „Milanković-Band“ zum verbindlichen Maßstab bei der Einordnung zyklischer Klimaänderungen während des Quartärs und darüber hinaus.
Die European Geosciences Union (EGU) vergibt seit 1993 die Milutin-Milanković-Medaille für Arbeiten in der klimatologischen Langzeitforschung. Neben Sir Nicholas J. Shackleton (1999), John Imbrie (2003) und James Hays (2010), die sie für die Bestätigung der Milanković-Zyklen (1976) erhalten hatten, wurde die Auszeichnung 2019 Jacques Laskar zuteil, der die Theorie seit den 1990er-Jahren erweiterte und auf große Teile des Känozoikums anwandte.

## Anwendungen
Die Milanković-Zyklen entwickelten sich bei der Datierung pleistozäner Tiefsee-Sedimente oder bei der zeitlichen Bestimmung von Sedimentationsraten zu einem unentbehrlichen Werkzeug. Die Rolle externer kosmischer Faktoren auf den irdischen Klimaverlauf übte zusätzlich einen nachhaltigen Einfluss auf die Naturphilosophie aus, da bis dahin geologische Prozesse nicht als Reaktion auf astronomisch bedingte Einwirkungen (engl. astronomical forcings) verstanden wurden. Erst aufgrund der Arbeit von Milanković kamen astronomische Größen als Startpunkte und Impulsgeber für Klimaveränderungen in Betracht. Dass die Akzeptanz der Theorie mit erheblicher Verzögerung erfolgte, beruhte weitgehend auf dem Fehlen exakter Nachweisverfahren. Erst mit den Fortschritten in der Ozeanographie und Isotopenanalyse erfuhr die Milanković-Theorie – in ihrer zeitlichen Entwicklung in etwa vergleichbar mit Alfred Wegeners Idee der Kontinentaldrift – ihre volle Bestätigung. Noch vor dem Zweiten Weltkrieg basierte die Datierung der Eiszeiten ausschließlich auf terrestrischen Ablagerungen, wie insbesondere von Albrecht Penck und Eduard Brückner (in ihrem dreibändigen Standardwerk Die Alpen im Eiszeitalter, 1901 bis 1909) durch die stratigraphische Erforschung des Alpenvorlands in Form der Glazialen Serie dokumentiert. Erst als mit der Auswertung von Tiefsee-Sedimenten eine zuverlässige Methode zur Chronologie des Quartärs auf einer globalen Skala zur Verfügung stand, konnten die regionalen alpinen Datierungen entsprechend angeglichen werden.
Die herausragende Stellung der Milanković-Theorie in der Geologie findet sich in der Standard-Zeitskala „SPECMAP“ (SPECtral MApping Project), die zuverlässige Angaben auf der Grundlage von Sauerstoffisotopen-Datensätzen für die letzten 650.000 Jahre ermöglicht (einschließlich des Marinen Sauerstoff-Isotopenstadiums 16 = MIS 16). Die Milanković-Theorie war damit die erste schlüssige Erklärung für die Existenz der Kaltzeitzyklen, wobei sie die zentrale Bedeutung der (sub)polaren Regionen der Nord-Hemisphäre für zyklische Klimawandel-Ereignisse deutlich hervorhob.

### Auswirkung auf Eisschilde und Gletscher
Während die Wirkung der orbitalen Steuerung auf das globale Klima und die Kaltzeitperioden allgemein anerkannt wird, ist dieser Einfluss auf die Dynamik und Ausdehnung von Eisschilden und Gletschern weniger klar. Innerhalb glazialer Perioden hatten Präzessionszyklen und die Muster der Jahreszeiten großen Einfluss auf das globale Eisvolumen. Das Abschmelzen (Ablation) von Gletschern wurde von jedem vierten oder fünften Präzessionszyklus ausgelöst und war großteils von den Sommertemperaturen abhängig. Dies hatte direkte Auswirkungen nicht nur für das Abschmelzen, sondern auch für das Gletscherwachstum am Beginn eines Glazials. Viele Glazialzyklen mit den größten Eisschilden auf der Nordhemisphäre stimmten mit der niedrigsten Sonneneinstrahlung am Beginn der Glaziale in den dazwischenliegenden Interglazialen überein und trafen für die Isotopenstadien MIS 5d–2, 6, 8, 12, 14, 16, 20 und 24–22 zu. MIS 18 und 10 waren von solaren Tälern vorbereitet, die zu den Kaltzyklen übertroffen wurden. Die Tatsache, dass viele Hauptkaltzeiten mit einem nordhemisphärischen Einstrahlungsminimum verknüpft waren, signalisiert eine Kaltphase mit ausgeprägtem Gletscherwachstum auf der nördlichen Halbkugel. Obwohl die orbitale Steuerung für den Start von Glazialzeiten eine wesentliche Größe darstellt, war sie nicht für die Gletscherdynamik während eines Glazials maßgeblich. Dagegen spielte die Amplitudenschwankung von Peak und Tal am Beginn der nordhemisphärischen Vereisungen eine primäre Rolle für die Dauer der Glazialzeiten. So wechselte bei Beginn von MIS 5d–2 und MIS 24–22 der absolute Peak zu einem Tal in der Sonneneinstrahlung. Dabei zeigte sich anhand des Eiswachstums, dass dabei ein Feedbackprozess zwischen den euroasiatischen Inlandsgletschern und den atlantischen Küstenregionen in Gang gesetzt wurde, mit dem Resultat zunehmend arider Bedingungen. Somit bildeten sich nach anfänglichem Wachstum die Eismassen unter dem Einfluss des von ihnen selbst geförderten ariden Klimas wieder zurück, wie für die Glaziale MIS 24–22, MIS 5d–2, MIS 23 und MIS 3 angenommen wird.

## Überblick
Auf der Erde kommen die Zyklen als langperiodische Änderungen der Solarkonstante und der Ausprägung der Jahreszeiten (extremer oder milder) in den höheren Breiten der Nord- bzw. Südhalbkugel zum Ausdruck.
Als himmelsmechanische Ursache für diese Schwankungen werden heute drei sich überlagernde säkulare Änderungen der Parameter der Erdbahn und der Erdachse unterschieden:
- Die Präzession, deren Periodizität ungefähr zwischen 19.000 und 24.000 Jahren schwankt, und bei der sich zwei verschiedene Zyklen überlagern:
  - die Präzession der Erdrotationsachse („trudelnder Kreisel“) mit Zyklen von 25.700 bis 25.800 Jahren
  - die Präzession der Apsiden (Periheldrehung) mit Zyklen von 112.000 Jahren
- Die Variation der Ekliptikschiefe (Neigungswinkel der Erdachse) mit einem Zyklus von 41.000 Jahren
- Die Änderung der Exzentrizität (Variation der Länge der Halbachsen der Erdbahn) mit einem einfachen Zyklus von rund 100.000 Jahren, wobei ein Exzentrizitätsmaximum ungefähr alle 405.000 Jahre auftritt.

Dabei kommt es infolge der Exzentrizitätsschwankungen zu geringfügigen Änderungen der Energiemenge, die die gesamte Erde jährlich von der Sonne erhält (Größenordnung der Schwankung etwa 0,2 %) und infolge der Präzession und der Änderung der Achsneigung zu beträchtlichen Änderungen der Energiemenge, die die beiden Halbkugeln und insbesondere deren höhere geographische Breiten jeweils jährlich erhalten (Größenordnung der Schwankung auf 65° N zur Sommersonnenwende im Schnitt rund 28 %). Im Zusammenspiel mit beispielsweise der Verteilung der Landmassen über die Erdoberfläche oder dem globalen Meeresspiegelstand, die Auswirkungen auf das Rückstrahlvermögen (Albedo) der Erdoberfläche haben und in geologischen Zeiträumen ebenfalls stark variieren (siehe → Kontinentaldrift, → Eustasie), kann dies zu erheblichen Schwankungen in der Strahlungsbilanz der Erde oder zumindest einer der beiden Hemisphären führen, mit entsprechenden Folgen für das globale Klima.
Hieraus kann als Grundgedanke der Hypothese im Zusammenwirken von orbitalen Kräften und glazialen und interglazialen Zyklen folgender Ablauf postuliert werden: „Damit Eiszeiten entstehen, ist es notwendig, dass nordhemisphärische Sommer genügend kalt sind, um das Abschmelzen winterlicher Schneedecken in einer Art und Weise zu verhindern, dass ein positiver Betrag im Jahresbudget von Schnee und Eis bleibt, und nachfolgend ein positives Feedback in der Abkühlung aus der Ausdehnung der Schneedecke und Ansteigen der Oberflächen-Albedo folgt.“ (André Berger, 1993)

## Die Milanković-Zyklen im Detail

### Präzession

Schematische Darstellung der Achsenpräzession der Erde

Die Erdachse beschreibt mit einer Periode von 26.000 Jahren eine Kreisbewegung um die gedachte Senkrechtstellung zur Ekliptikebene (mit zunehmendem Radius des Kreises bei zunehmendem Abstand zu Erdmittelpunkt). Eine solche „Taumelbewegung“ wird Präzession genannt. Ursache für die Achsenpräzession der Erde sind die Kräfte von Sonne und Mond auf den Äquatorwulst des rotierenden Erdellipsoids, die sog. Gezeitenkräfte. Die Achsenpräzession führt dazu, dass die Wechsel der Jahreszeiten nicht immer in den gleichen Bahnpunkten der Erdbahnellipse auftreten. Das bedeutet unter anderem auch, dass die Erde einen Viertelzyklus lang im Nordsommer ihren sonnennächsten Punkt (Perihel) passiert und einen Viertelzyklus lang, so wie es aktuell der Fall ist, im Nordwinter. Entsprechend fallen die Sommer und Winter auf der Nordhalbkugel in diesen beiden Abschnitten des Zyklus extremer bzw. gemäßigter aus.
Der Zyklus der Achsenpräzession wird überlagert vom Zyklus der Apsidenpräzession der Erdbahn, dessen Periode 112.000 Jahre beträgt. Bei der Apsidenpräzession der Erdbahn, auch Periheldrehung genannt, rotieren die Halbachsen in der Bahnebene in Umlaufrichtung um die Sonne. Auch dies beeinflusst die Zeitpunkte der Jahreszeitenwechsel relativ zur Bewegung der Erde auf ihrer Umlaufbahn und damit relativ zum sonnennächsten und sonnenfernsten Punkt.
Die Überlagerung der beiden Präzessionsbewegungen resultiert in der sogenannten tropischen Apsidendrehung, der zyklischen Veränderung der Stellung des Frühlingspunktes relativ zum Perihel. Die tropische Apsidendrehung entspricht einem Milanković-Zyklus von durchschnittlich rund 21.000 Jahren. So passiert die Erde zurzeit ihr Perihel um den 3. Januar, also mitten im Nordwinter, ihr Aphel (sonnenfernsten Punkt) um den 5. Juli. In 11.000 Jahren wird das Perihel im Nordsommer durchlaufen werden, sodass dann die Jahreszeiten auf der Nordhalbkugel extremer ausfallen werden als heute.
Darüber hinaus wird unter „Präzession“ im Zusammenhang mit den Milanković-Zyklen auch der sogenannte Präzessionsindex verstanden. Dieser ist das mathematische Produkt aus Apsidenpräzession und den Schwankungen der Exzentrizität der Erdbahn (siehe unten). An seiner folglich nicht konstanten Amplitude können die Exzentrizitätszyklen abgelesen werden.

### Änderung der Achsneigung

Schematische Darstellung zur Veränderlichkeit der Neigung der Erdachse (Ekliptikschiefe). Die weiße Linie ist die Senkrechte auf der Erdbahnebene.

Die Schiefe der Erdachse (Obliquität, Ekliptikschiefe) gegen die Normale zur Erdbahnebene ändert sich periodisch zwischen 22,1° und 24,5°, mit einer Periode von ungefähr 41.000 Jahren. Dieser Effekt führt unter anderem zu einer Änderung des maximalen und minimalen Auftreffwinkels der Sonnenstrahlen und damit zu stärkeren Schwankungen der Strahlungsintensität in höheren geographischen Breiten im Jahresverlauf. Bei größerer Achsneigung sind folglich die Winter in den höheren Breiten kälter und die Sommer wärmer als bei geringerer Achsneigung. Derzeit beträgt die Ekliptikschiefe 23,43° und liegt etwa im Mittel zwischen den Extremwerten. Sie nimmt langsam ab und wird ihr Minimum in voraussichtlich 8.000 Jahren erreichen.
Bei geringer Achsneigung sind die Winter in den höheren Breiten zwar weniger streng, jedoch können Gletscher größere Schneemassen akkumulieren, da die Verdunstung über dem Meer höher ist und damit verbreitet mehr Schnee fällt, wo die Temperaturen unter dem Gefrierpunkt liegen. In den Sommern ist dagegen die Ablation durch die geringere Sonneneinstrahlung und die damit im Mittel niedrigeren Temperaturen vermindert. Lässt man nicht-astronomische Klimafaktoren (siehe unten) außer Acht, sind folglich bei geringer Achsneigung die Voraussetzungen für die Bildung von kontinentalen Eisschilden insgesamt günstiger als bei hoher Achsneigung. Tatsächlich liegen die Kaltzeiten des Pleistozäns oft in Phasen, für die eine geringe Achsneigung berechnet wurde, während die Warmzeiten mit Phasen hoher Achsneigung korrelieren.

### Änderung der Exzentrizität
Die Umlaufbahn der Erde um die Sonne ist eine Ellipse. Die Exzentrizität gibt an, wie stark die ellipsenförmige Umlaufbahn von einer kreisförmigen Bahn abweicht. Die Form der Umlaufbahn der Erde variiert von nahezu kreisförmig (geringe Exzentrizität von 0,0006) bis leicht elliptisch (hohe Exzentrizität von 0,058). Im Mittel beträgt die Exzentrizität 0,028. Die Hauptkomponente dieser Abweichung tritt in einer Periode von 405.000 Jahren (Variation der Exzentrizität um ± 0,012) auf. Etliche weitere Parameter der Erdbahn verändern sich in Zyklen zwischen 95.000 und 136.000 Jahren und vereinen sich mit der Hauptkomponente lose in einem Zyklus von 100.000 Jahren (Variation zwischen −0,03 und +0,02).
Die gegenwärtige Exzentrizität beträgt 0,0167 (bei abnehmender Tendenz), sodass die Sonnenentfernung im Jahresverlauf um 3,4 % variiert. Dies entspricht einer Variation der Einstrahlung um 6,9 %. Bei minimal exzentrischer Erdbahn beträgt die Strahlungsänderung nur etwa 2 %, im Maximum dagegen über 23 %. Ursache dieser Variationen sind Störungen der Erdbahn durch die anderen Planeten des Sonnensystems, in erster Linie durch Jupiter und Saturn.
Aufgrund des 2. Keplerschen Gesetzes dauert ein Umlauf durch den „entfernteren“ Teil der Erdbahn um die Sonne (Aphelgeschwindigkeit) länger als durch den näher gelegenen Teil, so dass die Erde bei einer elliptischen Bahn im Vergleich zu einer nahezu kreisförmigen Bahn länger unterdurchschnittlich stark angestrahlt wird. Die reduzierte Einstrahlung wird allerdings im Jahresverlauf durch die quadratische Zunahme der Bestrahlungsstärke in Sonnennähe mehr als nur ausgeglichen.
Da gegenwärtig die Erde während des Winters auf der Nordhalbkugel der Sonne näher ist, ist das Herbst-Winter-Halbjahr etwa 7 Tage kürzer als das Frühlings-Sommer-Halbjahr.

### Weitere Effekte und kritische Betrachtung

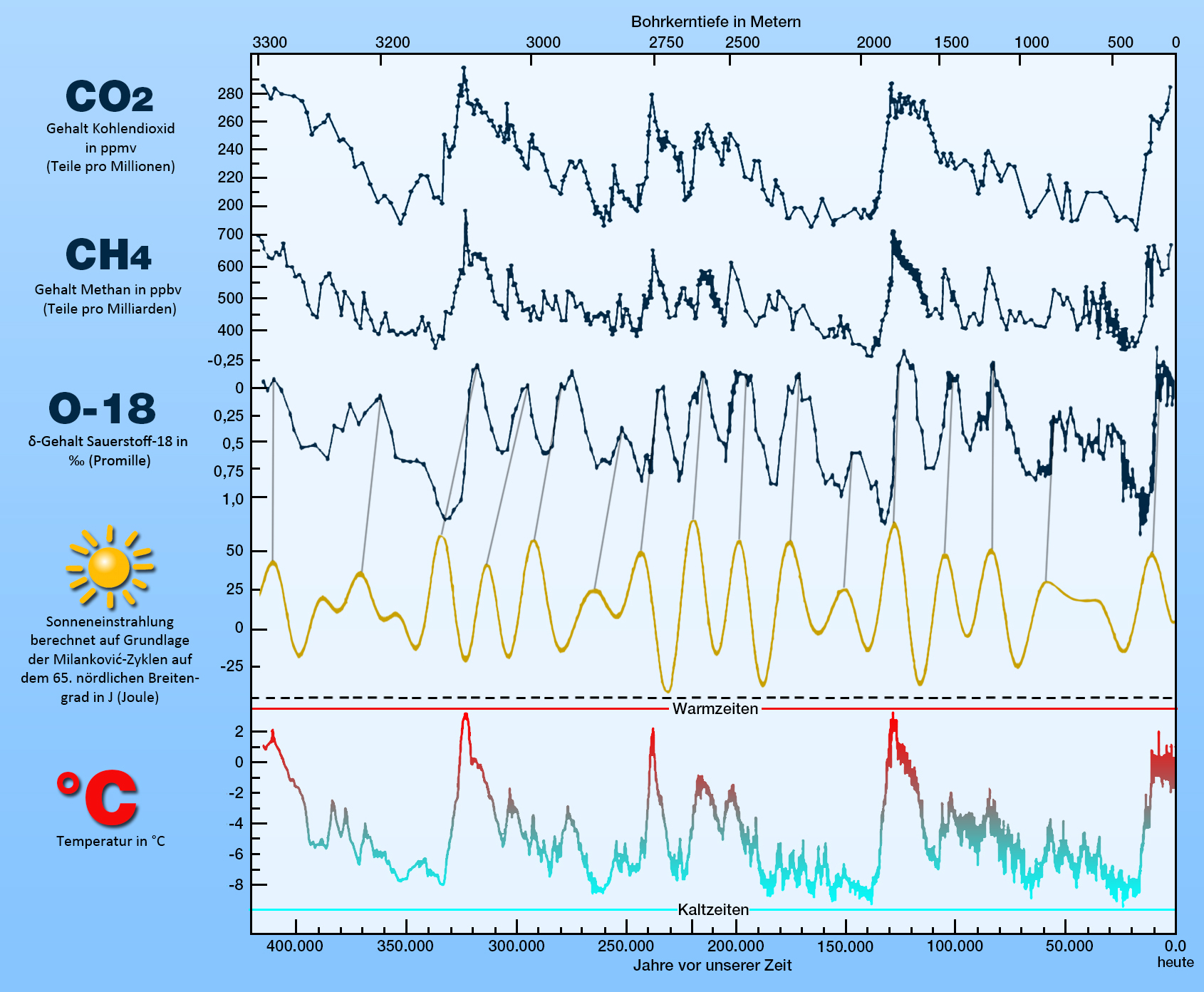
Klimaparameter der letzten 420.000 Jahre, bestimmt aus Eiskernanalysen der Wostok-Station in der Antarktis

Ein Effekt, der von Milanković in seinen Berechnungen nicht berücksichtigt wurde, ist die periodische Kippung der Erdbahnebene im Vergleich zur Sonne-Jupiter-Ebene, die, wie die anderen Störungen auch, im Wesentlichen durch Jupiter und Saturn verursacht wird. Der Zyklus von etwa 100.000 Jahren deckt sich gut mit der Periodizität der Kaltzeiten während der letzten 700.000 Jahre des Pleistozäns.

Variation der Dauer der pleistozänen Vereisungszyklen, ermittelt aus Ozeansedimenten. Man beachte das „Umspringen“ der Zyklizität von 41.000 Jahre auf 100.000 Jahre bei ungefähr 1,2 Ma.

Aus paläoklimatologischen Untersuchungen sind verschiedene Klimaperioden bekannt, die sich nicht unbedingt mit den astronomischen Zyklen decken. Auch sind für einige Zeitabschnitte zwar Korrelationen zwischen Klima- und astronomischen Zyklen nachweisbar, allerdings nicht mit allen drei Milanković-Zyklen, sondern nur mit einem einzelnen, wobei die Klimazyklen auch von einem auf einen anderen Milanković-Zyklus „umschalten“ können, sodass es in diesen Fällen schwierig ist, eine kausale Beziehung zwischen beiden herzustellen. Eine 2019 veröffentlichte Studie postuliert als Hauptursache für den Zyklenwechsel im Mittelpleistozän (von 41.000 auf 100.000 Jahre) eine signifikante Abschwächung der Tiefenwasserzirkulation in den subpolaren Regionen des Südlichen Ozeans, mit dem Resultat eines geringeren Kohlenstoffdioxid-Transports aus der Tiefsee an die Oberfläche.
Die Ursachen für solche Unregelmäßigkeiten liegen darin, dass auch nichtastronomische Faktoren das globale Klima beeinflussen, beispielsweise die Veränderungen der Erdatmosphäre hinsichtlich ihres Gehaltes an Aerosolen und Treibhausgasen (beides u. a. durch Vulkanismus beeinflusst) oder Veränderungen von Meeres- und Luftströmungen im Zuge der Kontinentaldrift (Aufreißen von Meeresstraßen, Gebirgsbildung). Solche Faktoren können sowohl untereinander als auch mit astronomischen Faktoren komplex wechselwirken, mit positiver und negativer Rückkopplung auf das Klima. Diese komplexen Wechselbeziehungen können dafür sorgen, dass ein Milanković-Signal in den Datensätzen manchmal nur undeutlich oder gar nicht vorhanden ist. Das betrifft vor allem die Komponenten Präzession und Achsneigung, jedoch weniger die langperiodischen Exzentrizitätszyklen, die laut neueren paläoklimatologischen Studien als stabile Einflussgröße über große Teile des Phanerozoikums nachweisbar sind. So konnte der Großzyklus von 405.000 Jahren bis in die Obertrias vor rund 215 Millionen Jahren zurückverfolgt und chronologisch eingeordnet werden. Auch für die während des Permokarbonen Eiszeitalters auftretenden Klimaschwankungen im späten Karbon (etwa 315 bis 299 mya) wird den Milanković-Zyklen ein signifikanter Einfluss zugeschrieben. Ähnliches gilt für die mit abrupten Klimawechseln und zwei Massenaussterben verknüpften Krisenzeiten im Oberdevon. Darüber hinaus könnten nach neueren Erkenntnissen die periodischen Veränderungen der Exzentrizität auch Auswirkungen auf den Kohlenstoffkreislauf innerhalb der verschiedenen Erdsphären haben.

### Ausblick
Sedimentbohrkerne aus der Tiefsee belegen ein Klimaoptimum im Holozän vor etwa 8000 bis 6000 Jahren. Die Temperaturen des wärmsten 200-Jahresintervalls jener Zeit wurden auf globaler Ebene erst im bisherigen Verlauf des 21. Jahrhunderts mit einiger Wahrscheinlichkeit wieder erreicht und überschritten. Durch die Abnahme der Sonneneinstrahlung in nördlichen Breiten während des Sommermaximums, gekoppelt an die Periodizität der Milanković-Zyklen, fand seitdem ein leichter Temperaturrückgang von durchschnittlich ≈ 0,10 °C pro Jahrtausend statt. Dieser Abkühlungstrend würde normalerweise dazu führen, dass auf das Interglazial des Holozäns in einigen 10.000 Jahren eine neue Glazialperiode folgt. Ob dieses Ereignis wie berechnet eintritt oder ob die gegenwärtige Warmphase von längerer Dauer sein wird, hängt zum größten Teil davon ab, in welchem Umfang anthropogene und natürliche Treibhausgase zukünftig in die Atmosphäre gelangen.